# Ptujska Gora
Ptujska Gora (nekdaj nemško Maria Neustift) je gručasto naselje v Občini Majšperk na severovzhodu Slovenije in spada pod Štajersko pokrajino in Podravsko regijo. 
Naselje je najbolj znano po baziliki iz poznega 14. stoletja s kipom, kateri ponazarja devico Marijo s plaščem, ki pod njim ščiti množico. Župnijska cerkev je zgrajena na vrhu hriba in najbolj turistična točka tega predela. Cerkev je znana kot Bazilika Marije Zavetnice s plaščem in je ena najbolj poznanih cerkva v Sloveniji in velja za najlepši slovenski gotski kulturni spomenik in drugo najpomembnejše romarsko središče v državi. Cerkev spada pod nadškofijo Maribor. V bližini se nahajata še cerkev iz 16. stoletja, ki je posvečena sv. Leonardu, in kapela iz 19. stoletja, ki je posvečena sv. Roku. Ob cesti proti Stogovcem stoji kamnit steber iz leta 1696, znan kot Giglerjevo znamenje.

## Opis
Ptujska Gora je gručasto naselje (vas) na vrhu vzdolžnega slemena Dravinjskih goric, med rekama Dravinjo na jugu in Polskavo na severu, v Občini Majšperk. Naselje se je razvilo, ko so ob koncu 14. stoletja zgradili novo cerkev Matere Božje. Naselbina je leta 1447 dobila pravico do letnega sejma in se pričela razvijati v trg, ki je prvič omenjen 1578.
Ptujska Gora je znan romarski kraj. Nekoč se je imenoval Nova Štifta, nato Mons gratiarum (Milostna gora), v času turških vpadov pa se je zaradi čudeža (Marija je goro ovila v črn oblak, da je plenilci niso opazili) med domačini uveljavilo ime Črna gora. Nekaj časa je bilo v uporabi ime Marija Novaštifta pri Ptuju (Maria Neustift bei Pettau). Leta 1937 se je po prihodu minoritov uveljavilo sedanje poimenovanje naselja.
Turistično društvo Ptujska Gora je julija 2004 na trgu Ptujske Gore odprlo informacijsko pisarno. Leta 2013 je Turistično društvo prevzelo upravljanje pogodbene pošte, kjer lahko občani in turisti opravijo vse poštne in bančne storitve.
Naselje leži ob lokalni cesti Ptuj-Majšperk. Od Ptuja je oddaljeno 13 kilometrov.